# Copa del Rey 1917
Die Copa del Rey 1917 war die 15. Austragung des spanischen Fußballpokals.
Der Wettbewerb startete am 11. März und endete mit dem Finalwiederholungsspiel am 15. Mai 1917 im Camp del Carrer Indústria in Barcelona. Titelverteidiger des Pokalwettbewerbes war Athletic Bilbao. Den Titel gewann der Madrid FC durch einen 2:1-Erfolg nach Verlängerung im zweiten Finalspiel gegen Arenas Club. Für die Madrilenen war es der insgesamt fünfte Titel und der erste Pokalgewinn seit 1908.

## Teilnehmer
| Regionalbewerb         | Meister        |
| ---------------------- | -------------- |
| Andalusien             | FC Sevilla     |
| Asturien               | Sporting Gijón |
| Galicien               | Real Vigo SC   |
| Campionat de Catalunya | FC España      |
| Campeonato Centro      | Madrid FC      |
| Region Nord            | Arenas Club    |

Konnten die im Viertel- bzw. Halbfinale aufeinandertreffenden Mannschaften jeweils eines der Spiele gewinnen, wurde nicht das Torverhältnis zur Bestimmung des Siegers herangezogen, sondern ein Entscheidungsspiel ausgetragen.

## Viertelfinale
Die Hinspiele wurden am 11. März, die Rückspiele am 18. März 1917 ausgetragen.
|                    |  |             | Hinspiel | Rückspiel |
| ------------------ |  | ----------- | -------- | --------- |
| Madrid FC          |  | FC Sevilla  | 8:1      | 1:2       |
| Sporting Gijón     |  | Arenas Club | 0:1      | 0:7       |
| Real Vigo Sporting |  | Freilos     |          |           |
| FC España          |  | Freilos     |          |           |

Entscheidungsspiel
Das Spiel wurde am 19. März im Campo del Mercantil in Sevilla ausgetragen.
|            | Ergebnis |           |
| ---------- | -------- | --------- |
| FC Sevilla | 0:4      | Madrid FC |

## Halbfinale
Die Hinspiele wurden am 1. April, die Rückspiele am 8. April 1917 ausgetragen.
|             |  |                    | Hinspiel | Rückspiel |
| ----------- |  | ------------------ | -------- | --------- |
| Madrid FC   |  | FC España          | 4:1      | 1:3       |
| Arenas Club |  | Real Vigo Sporting | 2:1      | 2:1       |

Entscheidungsspiele
Beide Spiele wurden am 10. und 29. April im Camp del Carrer Entença in Barcelona ausgetragen.
|           | Ergebnis  |           |
| --------- | --------- | --------- |
| FC España | 2:2 n. V. | Madrid FC |
| FC España | 0:1       | Madrid FC |

## Finale
| Madrid FC                                                          | Madrid FC | Arenas Club | Arenas Club |
| ------------------------------------------------------------------ | --- | --- | ----------- |
| Madrid FC                                                          | \| Endspiel \| \| 13. Mai 1917 um 16:00 Uhr in Barcelona (Camp del Carrer Indústria) \| \| Ergebnis: 0:0 n. V. \| \| Zuschauer: 6.000 \| \| Schiedsrichter: Francisco Bru (Madrid) \| \| Spielbericht \|                  | \| Endspiel \| \| 13. Mai 1917 um 16:00 Uhr in Barcelona (Camp del Carrer Indústria) \| \| Ergebnis: 0:0 n. V. \| \| Zuschauer: 6.000 \| \| Schiedsrichter: Francisco Bru (Madrid) \| \| Spielbericht \| | Arenas Club |
| Madrid FC                                                          | Eduardo Teus – José Antonio Erice, José Múgica – Ricardo Álvarez, Alberto Machimbarrena , Eulogio Aranguren – Antonio de Miguel, Josechu Sansinenea, René Petit, Luis Saura, Sotero Cheftrainer: Arthur Johnson ( Irland) | José María Jáuregui – Pedro Vallana, Ormaechea – Gumersindo Uriarte, Pedro Barturen, José María Peña – Félix Sesúmaga, Chacho González, Muñoz, Manuel Suárez, Florencio Peña Cheftrainer: –              | Arenas Club |
| Endspiel                                                           | | |             |
| 13. Mai 1917 um 16:00 Uhr in Barcelona (Camp del Carrer Indústria) | | |             |
| Ergebnis: 0:0 n. V.                                                | | |             |
| Zuschauer: 6.000                                                   | | |             |
| Schiedsrichter: Francisco Bru (Madrid)                             | | |             |
| Spielbericht                                                       | | |             |

### Wiederholungsspiel
Nachdem der Spielstand nach 90 gespielten Minuten 1:1 betrug, verständigten sich beide Mannschaften auf eine 20-minütige Verlängerung, die ebenfalls keinen Sieger hervorbrachte. Auf eine weitere Verlängerung der Spielzeit um 20 Minuten einigte man sich schließlich unter der Bedingung, dass das nächste Tor das Spiel entscheide. Drei Minuten nach Wiederanpfiff traf Ricardo Álvarez zum Sieg.
| Madrid FC                                                          | Madrid FC | Arenas Club | Arenas Club |
| ------------------------------------------------------------------ | --- | --- | ----------- |
| Madrid FC                                                          | \| Wiederholungs-Endspiel \| \| 15. Mai 1917 um 16:00 Uhr in Barcelona (Camp del Carrer Indústria) \| \| Ergebnis: 2:1 n. V. (1:1, 0:1) \| \| Zuschauer: 2.500 \| \| Schiedsrichter: Francisco Bru (Madrid) \| \| Spielbericht \| | \| Wiederholungs-Endspiel \| \| 15. Mai 1917 um 16:00 Uhr in Barcelona (Camp del Carrer Indústria) \| \| Ergebnis: 2:1 n. V. (1:1, 0:1) \| \| Zuschauer: 2.500 \| \| Schiedsrichter: Francisco Bru (Madrid) \| \| Spielbericht \| | Arenas Club |
| Madrid FC                                                          | Eduardo Teus – José Antonio Erice, José Múgica – Ricardo Álvarez, Alberto Machimbarrena , Eulogio Aranguren – Antonio de Miguel, Josechu Sansinenea, René Petit, Fernando Muguiro, Sotero Cheftrainer: Arthur Johnson ( Irland)   | José María Jáuregui – Pedro Vallana, Ormaechea – Gumersindo Uriarte, Pedro Barturen, José María Peña – Domingo Careaga, Chacho González, Muñoz, Manuel Suárez, Florencio Peña Cheftrainer: –                                      | Arenas Club |
| Madrid FC                                                          | 1:1 Petit (75.) 2:1 Álvarez (113.) | 0:1 Suárez (15.) | Arenas Club |
| Wiederholungs-Endspiel                                             | | |             |
| 15. Mai 1917 um 16:00 Uhr in Barcelona (Camp del Carrer Indústria) | | |             |
| Ergebnis: 2:1 n. V. (1:1, 0:1)                                     | | |             |
| Zuschauer: 2.500                                                   | | |             |
| Schiedsrichter: Francisco Bru (Madrid)                             | | |             |
| Spielbericht                                                       | | |             |

## Siegermannschaft
(in Klammern sind die Tore angegeben)
| 1.                 | Madrid FC |
| Logo von Madrid FC | - Tor: Eduardo Teus - Abwehr: José Antonio Erice, José Múgica - Mittelfeld: Ricardo Álvarez (2), Eulogio Aranguren, Alberto Machimbarrena - Sturm: Santiago Bernabéu (7), Antonio de Miguel (2), Fernando Muguiro, René Petit (3), Josechu Sansinenea (2), Luis Saura (2), Sotero (1) - Trainer: Arthur Johnson |

Bei drei Toren der Madrilenen ist der Torschütze unbekannt. Hinzu kommt außerdem ein Eigentor, dessen Torschütze auch unbekannt ist.

## Torschützen
| Pl. | Nat.     | Spieler            | Verein               | Tore |
| --- | -------- | ------------------ | -------------------- | ---- |
| 1   | Spanier  | Santiago Bernabéu  | Madrid FC            | 7    |
| 2   | Franzose | René Petit         | Madrid FC            | 3    |
| 3   | Spanier  | Ricardo Álvarez    | Madrid FC            | 2    |
| 3   | Spanier  | Antonio de Miguel  | Madrid FC            | 2    |
| 3   | Spanier  | Josechu Sansinenea | Madrid FC            | 2    |
| 3   | Spanier  | Luis Saura         | Madrid FC            | 2    |
| 3   | Spanier  | Spencer            | FC Sevilla           | 2    |
| 3   | Spanier  | Manuel Suárez      | Arenas Club de Getxo | 2    |
| 9   |          | Baró               | FC España            | 1    |
| 9   |          | Bellavista         | FC España            | 1    |
| 9   |          | Cruella            | FC España            | 1    |
| 9   |          | Nolasco            | Real Vigo Sporting   | 1    |
| 9   | Spanier  | Florencio Peña     | Arenas Club de Getxo | 1    |
| 9   |          | Plaza              | FC España            | 1    |
| 9   |          | Raich              | FC España            | 1    |
| 9   |          | Segarra            | FC España            | 1    |
| 9   | Spanier  | Sotero             | Madrid FC            | 1    |

Hinzu kommen 13 Tore, bei denen der Torschütze gänzlich unbekannt ist, und drei Eigentore, von denen Arenas-Spieler Campo eines erzielt hat.